# Алоиз Зенефелдер
Алоиз Зенефелдер (на немски: Johann Alois Senefelder) (6 ноември 1771, Прага - 26 февруари 1834, Мюнхен) - изобретател.

## Биография
Роден е в Прага, син е на известен актьор. Живее в Мюнхен. Играе няколко години на сцената в Мюнхен, но след това напуска. През 1798 г. открива литографията като способ за повърхнен печат. След като успява да открие литографията, той се посвещава изцяло на тази кауза. След редица неуспехи основава печатница за отпечатване на банкноти във Виена.